# 城市大廈

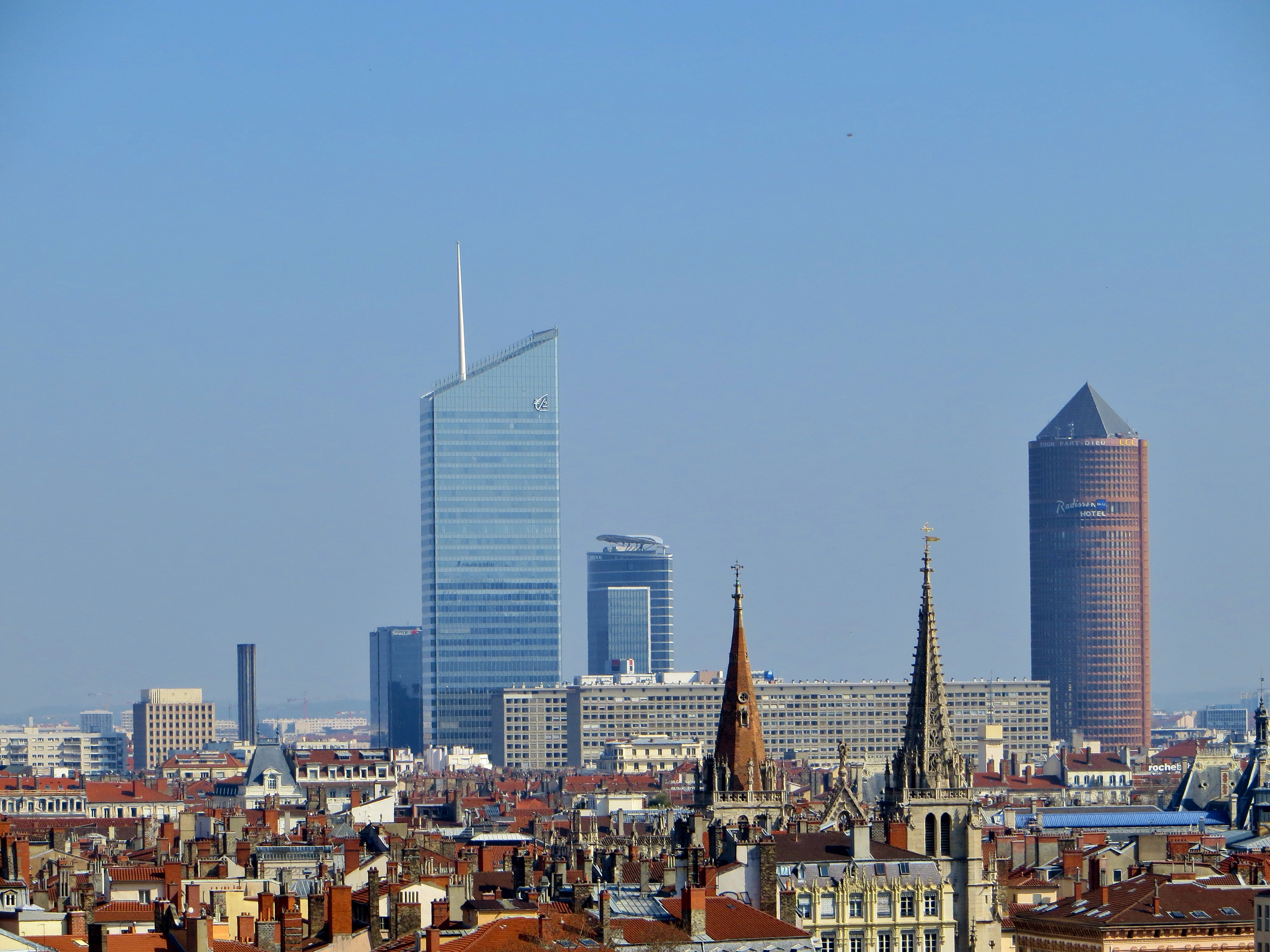
城市大廈（左）和里昂信貸銀行大廈（右）

城市大廈（法語：La tour Incity）是位於法國里昂拉帕爾迪俄的一座摩天大樓，高200公尺、39層樓，2015年完工。目前是里昂第一高樓、法國第四高樓。